# Богатство жизни
Богатство жизни (эст. Elurikkuse Erakond) — эстонская политическая партия, соединяющая зеленую политику с современной технологией.
Основана осенью 2018 года. Среди её руководства преобладают учёные и деятели культуры: директор Выруского института Райнер Кууба, фольклорист Анзори Баркалая (в январе 2019 г. покинул партию), биолог Мати Косе, журналистка Айри Халлик-Коннула, кинопродюсер Артур Тальвик.
10 ноября партия заявила о том, что её численность превысила 500 человек, что даёт право участвовать в парламентских выборах. 21 ноября официально зарегистрирована. Кандидатом в премьер-министры от партии выдвинут эколог Михкель Кангур.